# Turniej o Koronę Bolesława Chrobrego – Pierwszego Króla Polski

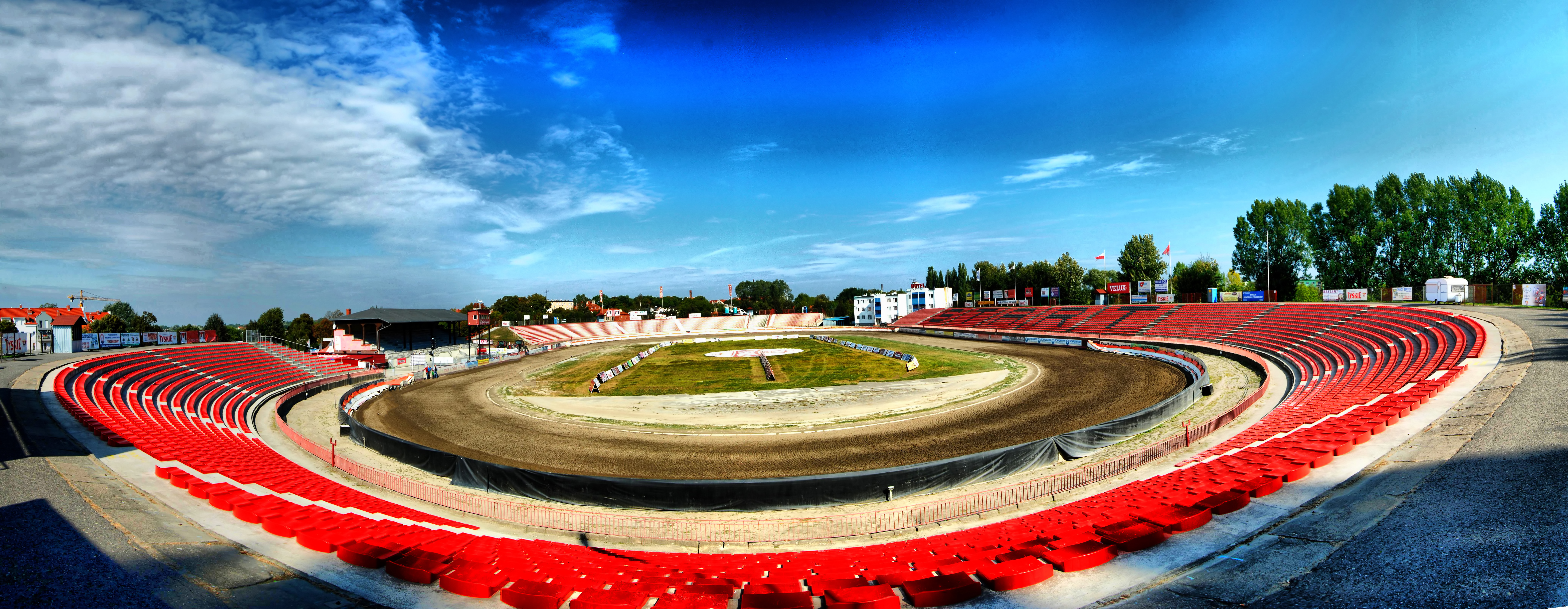
Stadion Startu Gniezno.

Turniej o Koronę Bolesława Chrobrego – Pierwszego Króla Polski – towarzyski turniej żużlowy, rozgrywany w Gnieźnie. Pierwszy turniej odbył się 29 czerwca 2008 roku. Był to pierwszy od ośmiu lat indywidualny turniej żużlowy rozegrany w Gnieźnie. Organizatorzy obsadzili turniej zawodnikami z Ekstraligi, pierwszej ligi oraz zawodnikami miejscowymi. Poprzedni towarzyski turniej indywidualny - Speedway Gniezno 2000 - odbył się 30 września 2000 roku, a wygrał go Tomasz Gollob.
Turniej rozegrano w formule 20-biegowej, przy czym dodano wyścig finałowy - wzięli w nim udział czterej najlepsi jeźdźcy z wcześniejszej fazy. Pierwszym „Królem Gnieźnieńskiego Speedwaya” został Rafał Dobrucki, który w wyścigu finałowym pokonał Rafała Okoniewskiego, Karola Ząbika i Krzysztofa Jabłońskiego. Dodatkowo wychowanek pilskiej Polonii zrezygnował z honorarium na rzecz wsparcia organizatorów po wypadku, jaki spotkał ich w drodze na mecz ligowy w Równem. Najlepszym zawodnikiem gospodarzy został Piotr Paluch, który z siedmioma punktami na koncie uplasował się na dziewiątej pozycji. W 2009 r. odbyła się druga edycja turnieju. Klub wsparty przez Kompanię Piwowarską (marka Lech Pils) zaprosił jeszcze lepszych zawodników niż przed rokiem. Przechodni płaszcz założył Greg Hancock, przed laty zawodnik Startu. Ponadto na podium stanęli Adrian Miedziński i Rune Holta.
Trzeci turniej odbył się 29 maja 2010, wygrał wielokrotny medalista MP i MŚ Tomasz Gollob, drugi był naturalizowany Norweg z polskim paszportem Rune Holta i na najniższym stanął Duńczyk Nicki Pedersen. W 2011 roku odbył się czwarty turniej w którym zwyciężył Emil Sajfutdinow, drugie miejsce zajął Tomasz Gollob, trzecie - Andreas Jonsson. Jubileuszową, piątą edycję Turnieju wygrał Australijczyk Ryan Sullivan, wyprzedzając poprzedniego króla, Emila Sajfutdinowa oraz Słowaka Martina Vaculika

## Lista zwycięzców
| Edycja | Rok           | 1. miejsce                                                 | 2. miejsce                                              | 3. miejsce                                               |
| ------ | ------------- | ---------------------------------------------------------- | ------------------------------------------------------- | -------------------------------------------------------- |
| 1      | 2008 → wyniki | Rafał Dobrucki ZKŻ Kronopol Zielona Góra                   | Rafał Okoniewski Polonia Bydgoszcz                      | Sebastian Ułamek Złomrex Włókniarz Częstochowa           |
| 2      | 2009 → wyniki | Greg Hancock Cognor Włókniarz Częstochowa                  | Adrian Miedziński Unibax Toruń                          | Rune Holta Caelum Stal Gorzów Wielkopolski               |
| 3      | 2010 → wyniki | Tomasz Gollob Caelum Stal Gorzów Wielkopolski              | Rune Holta Włókniarz Częstochowa                        | Nicki Pedersen Caleum Stal Gorzów Wielkopolski           |
| 4      | 2011 → wyniki | Emil Sajfutdinow Polonia Bydgoszcz                         | Tomasz Gollob Caelum Stal Gorzów Wielkopolski           | Andreas Jonsson Stelmet Falubaz Zielona Góra             |
| 5      | 2012 → wyniki | Ryan Sullivan Unibax Toruń                                 | Emil Sajfutdinow Polonia Bydgoszcz                      | Martin Vaculík Tauron Azoty Tarnów                       |
| 6      | 2013 → wyniki | Nicki Pedersen PGE Marma Rzeszów                           | Sebastian Ułamek Lechma Start Gniezno                   | Rafał Okoniewski PGE Marma Rzeszów                       |
| 7      | 2014 → wyniki | Patryk Dudek SPAR Falubaz Zielona Góra                     | Piotr Protasiewicz SPAR Falubaz Zielona Góra            | Bartosz Zmarzlik Stal Gorzów Wielkopolski                |
| 8      | 2015 → wyniki | Rafał Okoniewski MrGarden GKM Grudziądz                    | Hans Andersen Orzeł Łódź                                | Patryk Dudek SPAR Falubaz Zielona Góra                   |
| 9      | 2017 → wyniki | Oskar Fajfer Renault Zdunek Wybrzeże Gdańsk                | Przemysław Pawlicki Stal Gorzów Wielkopolski            | Krzysztof Buczkowski MrGarden GKM Grudziądz              |
| 10     | 2018 → wyniki | Maciej Janowski Betard Sparta Wrocław                      | Nicki Pedersen Unia Tarnów                              | Jason Doyle Get Well Toruń                               |
| 11     | 2019 → wyniki | Przemysław Pawlicki MrGarden GKM Grudziądz                 | Kacper Gomólski Zdunek Wybrzeże Gdańsk                  | Andžejs Ļebedevs SK Lokomotīve Dyneburg                  |
| 12     | 2021 → wyniki | Paweł Przedpełski eWinner Apator Toruń                     | Patryk Dudek Marwis.pl Falubaz Zielona Góra             | Przemysław Pawlicki ZOOleszcz DPV Logistic GKM Grudziądz |
| 13     | 2022 → wyniki | Bartosz Smektała Zielona-energia.com Włókniarz Częstochowa | Kacper Woryna Zielona-energia.com Włókniarz Częstochowa | Matias Nielsen Arged Malesa Ostrów                       |
| 14     | 2023 → wyniki | Patryk Wojdyło Cellfast Wilki Krosno                       | Kacper Gomólski Ultrapur Start Gniezno                  | Jakub Jamróg H. Skrzydlewska Orzeł Łódź                  |
| 15     | 2025 → wyniki | Bartosz Zmarzlik Orlen Oil Motor Lublin                    | Artiom Łaguta Betard Sparta Wrocław                     | Andrzej Lebiediew GEZET Stal Gorzów Wielkopolski         |